# Carlos Garaikoetxea
Juan Carlos Garaikoetxea Urriza, né le 2 juin 1938 à Pampelune, est un homme politique espagnol membre Solidarité basque (EA).

## Jeunesse, études et vie professionnelle
Il naît au sein d'une famille nombreuse, de tradition carliste et originaire de la montagne navarraise. Il est inscrit dans une école religieuse de Pampelune, tenue par des Clercs réguliers de la Mère de Dieu pour les écoles pies.
Il étudie ensuite le droit et l'économie à l'université de Deusto, avant de terminer sa formation à Londres et Paris. Il n'est alors pas bascophone mais étudie le basque. Après son retour en Espagne, il travaille dans le secteur privé, présidant notamment la chambre de commerce et d'industrie de Navarre entre 1962 et 1972. Il représente cette institution au sein du Conseil foral de Navarre.
Après cette expérience, il exerce en tant qu'avocat.

## Activités politiques

### Un dirigeant de l'EAJ/PNV
Il adhère au Parti nationaliste basque (EAJ/PNV), dont il dirige la section navarraise, en 1975. Il préside l'Euzkadi Buru Batzar (EBB), instance suprême du parti, entre 1977 et 1980.
Lors des élections municipales et forales de 1979, Garaikoetxea est élu membre du Parlement foral de Navarre. En juin de cette même année, il est nommé président du Conseil général basque, succédant au socialiste Ramón Rubial.

### Lehendakari
À la suite de l'adoption du statut d'autonomie du Pays basque (dit « statut de Gernika »), des élections autonomiques sont convoquées et il mène la campagne de l'EAJ/PNV. Le 15 avril 1980, Carlos Garaikoetxea est nommé président du gouvernement du Pays basque (« Lehendakari »). Il est ainsi le premier chef de l'exécutif du Pays basque autonome depuis la guerre civile.
Il met alors en place le service public de la santé Osakidetza en 1981, le corps de police Ertzaintza et la radio-télévision publique EiTB en 1982. Il s'illustre également par une certaine austérité dans les dépenses publiques et la mise en place de l'accord économique basque en 1981. Il accorde le droit de syndicalisation aux fonctionnaires de la communauté autonome, malgré une importante polémique.
Il assure également la gestion d'événements et crises importants comme la visite du pape Jean-Paul II, les inondations de 1983, qui seront gérées par le système récemment créé « SOS deiak » ou encore l'explosion à l'école d'Ortuella en 1980.
Réélu pour un second mandat en 1984, il démissionne le 26 janvier 1985. Il est remplacé par José Antonio Ardanza en raison de désaccords importants au sein de la direction du Parti nationaliste basque, l'assemblée du parti ayant voté une motion de défiance à son encontre.

### Eusko Alkartasuna (EA)
En 1986, après un nouveau conflit au sein de la direction du Parti nationaliste basque autour de la loi relative aux territoires historiques, qui doit répartir les compétences entre gouvernement autonomique et les députations forales, la section navarraise du parti ainsi que d'importants militants comme Manuel Ibarrondo sont exclus.
Il prend alors part le 17 septembre suivant à la fondation de Solidarité basque (EA), parti nationaliste de centre gauche, dont il prend la présidence.
Il est réélu député au Parlement basque en 1986, mais démissionne en 1987. Il devient alors député européen, après avoir été élu sur la liste régionaliste de la Coalition pour l'Europe des peuples (CEP). Il remporte un second mandat en 1989 grâce à la liste Pour l'Europe des peuples. Entre 1990 et 1991, il est président de l'Alliance libre européenne (ALE/EFA).
De retour au Parlement de la communauté autonome au cours des élections de 1990, il doit renoncer à son siège au Parlement européen. Aux élections européennes de 1994, il mène une nouvelle liste de partis nationalistes et régionalistes, qui n'obtient aucun siège, notamment en raison d'une importante chute du nombre de voix en Navarre et au Pays basque. À la suite de ce revers, Garaikoetxea remet sa démission de la présidence d'EA, mais celle-ci ne fut pas acceptée. Il se retire de la vie politique active en 1999.

### Bildu
Il participe le 21 novembre 2009 au lancement d'un appel à l'alliance des forces nationalistes basques avec d'autres dirigeants de Solidarité basque et Tasio Erkizia, un ancien dirigeant d'Herri Batasuna. À la suite de cette démarche, EA, Alternatiba et des militants issus de la gauche abertzale créent en 2011 Bildu, une coalition indépendantiste de gauche.
Au cours des élections municipales et forales de 2011, Garaikoetxea participe à la campagne électorale de Bildu, qui deviendra la seconde force politique en termes de votes et la première en nombre d'élus au Pays basque, ainsi que la quatrième force politique en termes de votes et la troisième en nombre d'élus en Navarre.